# IDF Caterpillar D9

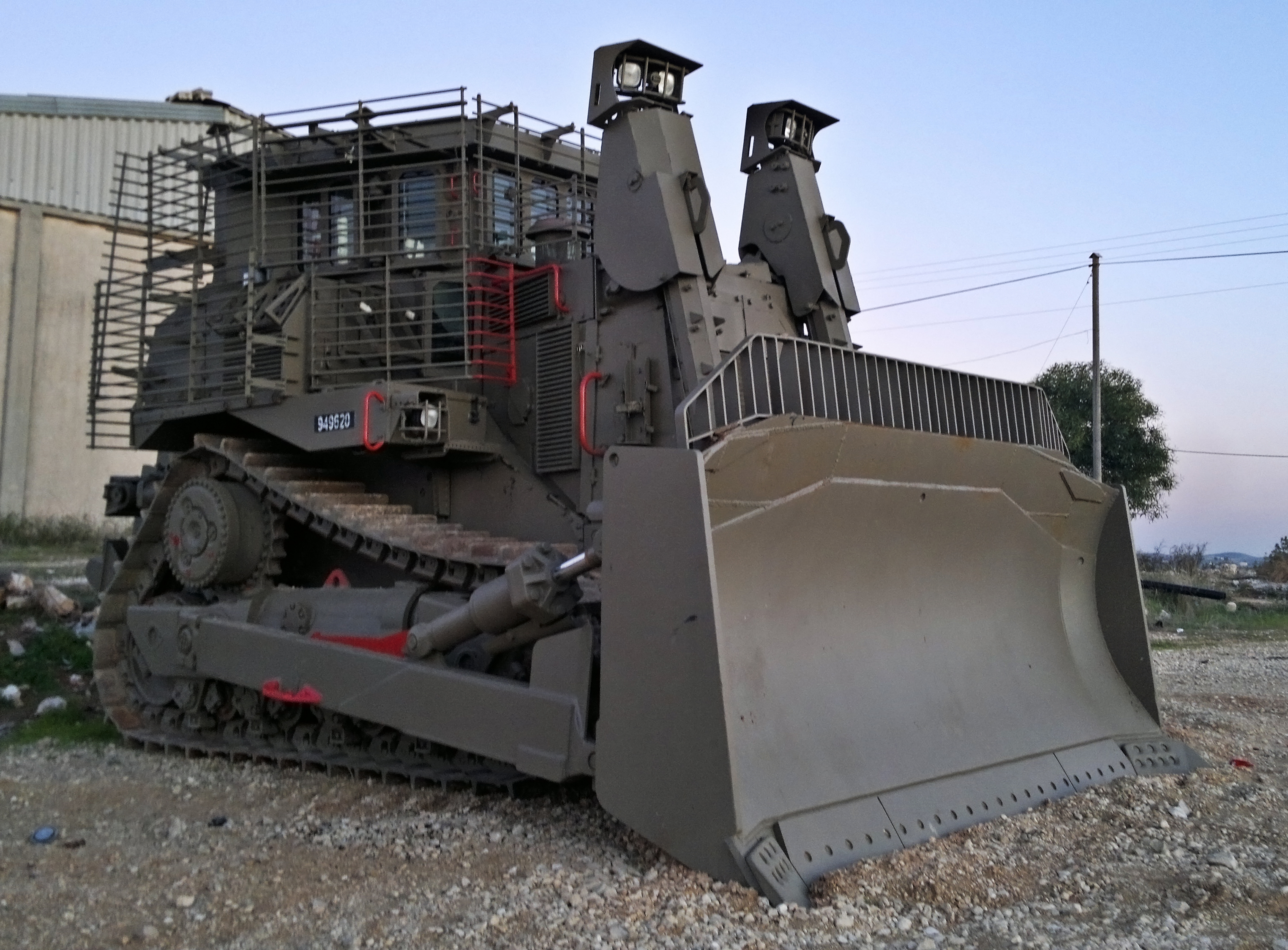
IDF Caterpillar D9

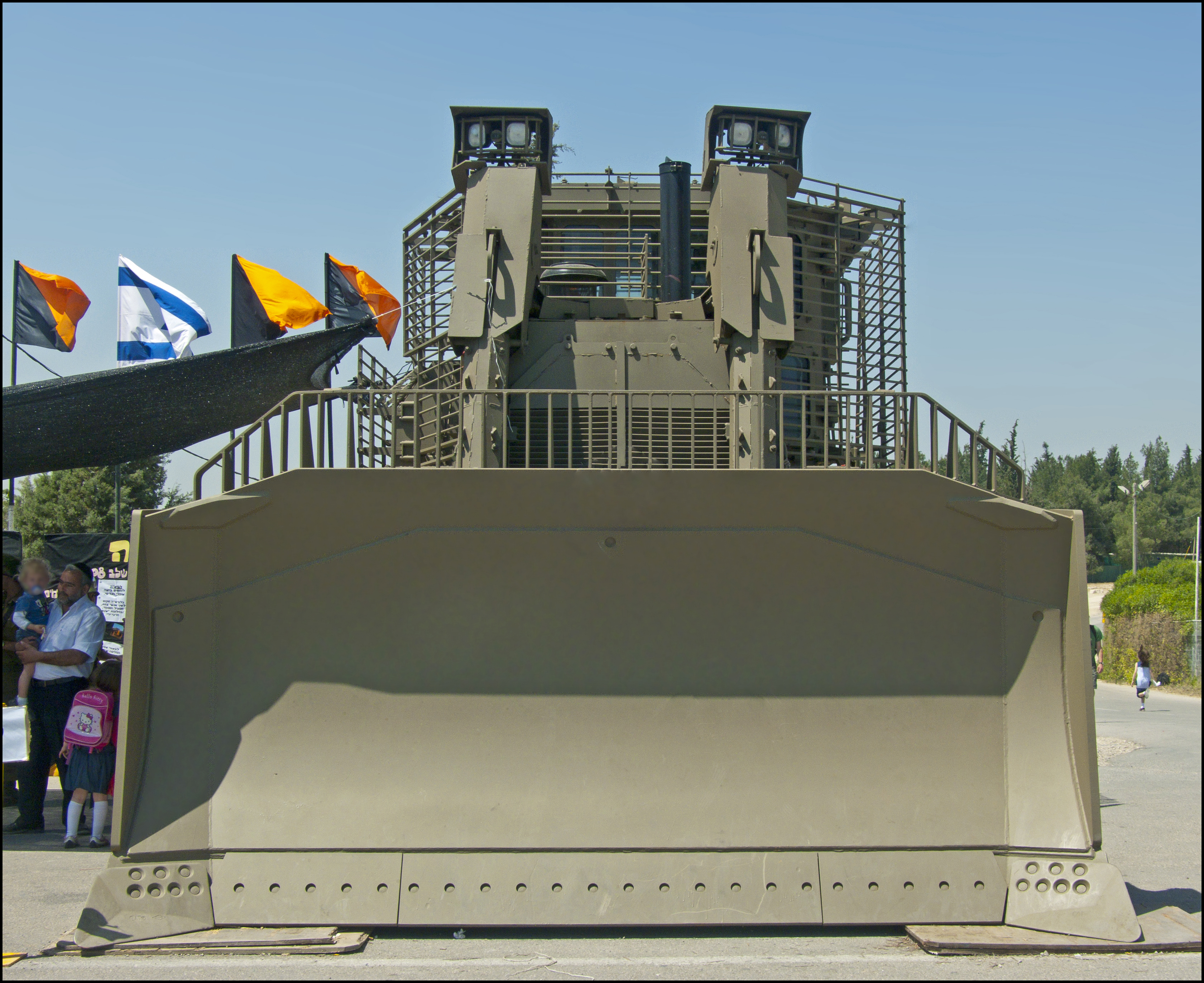
Räumschild

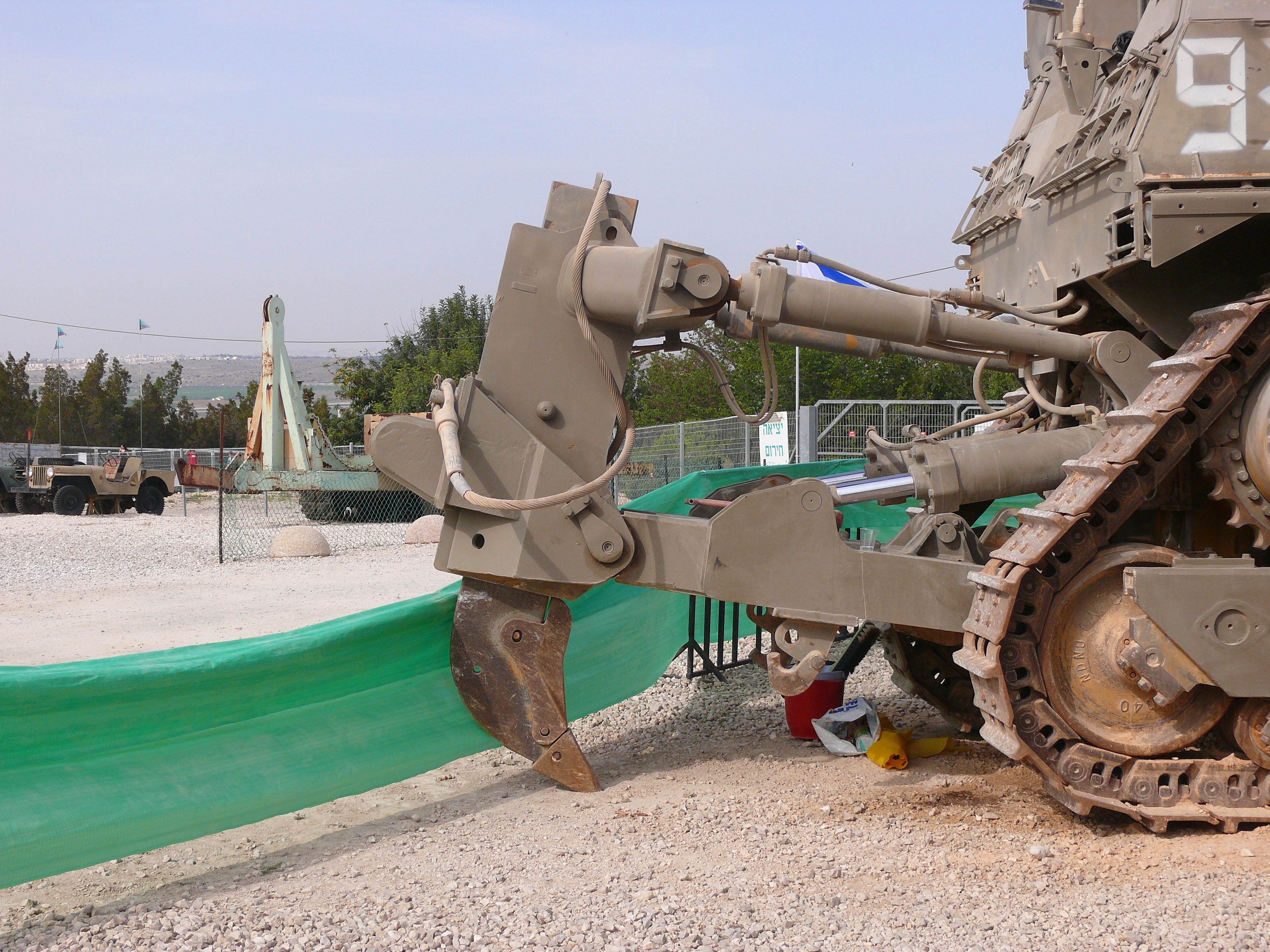
Heckansicht

Der IDF Caterpillar D9 (hebräisch דחפור די-9 בשירות צה"ל) ist eine gepanzerte und bewaffnete Version der Planierraupe Caterpillar D9, die von den israelischen Streitkräften hauptsächlich zur Räumung und Bergung eingesetzt wird.

## Entwicklung und Einsatz
Das Fahrzeug basiert auf der Planierraupe Cat D9 des US-amerikanischen Unternehmens Caterpillar Tractor Company. Im Auftrag der Israelischen Verteidigungsstreitkräfte (englisch Israeli Defence Forces, abgekürzt IDF) nahmen die Unternehmen Israel Military Industries und Israel Aerospace Industries seit den 1950er Jahren daran zahlreiche Modifikationen vor, um vor allem durch Panzerung die Überlebensfähigkeit der Besatzung zu erhöhen. Die Fahrerkabine ist beispielsweise mit Gitterrosten und Lamellen gegen den Beschuss mit RPG-7-Panzerfäusten und Handfeuerwaffen nachgerüstet worden. Bei größeren Bedrohungen wie etwa durch Sprengfallen können die Planierraupen des Typs D9T auch ferngesteuert werden. Alle Versionen des IDF D9 haben eine Feuerlöschanlage, Nebelwurfkörper und Primärwaffen, wie das Maschinengewehr FN MAG mit dem Kaliber 7,62 mm. Die modernste Variante IDF D9R wird seit 2004 gebaut.
In den 1990er-Jahren diente der IDF D9 zum Räumen und Abbrechen von Gebäuden in verminten urbanen Gebieten. 2002 kamen die Fahrzeuge bei der Operation Schutzschild zum Einsatz. Am  16. März 2003 wurde die US-amerikanische Aktivistin Rachel Corrie des pro-palästinensischen International Solidarity Movement bei dem Versuch, eine Hauszerstörung durch das israelische Militär zu verhindern, von einem IDF D9 erfasst und erlag ihren schweren Verletzungen. Im Jahr 2010 halfen die Raupen bei der Löschung des größten Waldbrandes in der Geschichte des Landes. 2014 wurde der IDF Caterpillar D9 ins Guinness-Buch der Rekorde als die am stärksten gepanzerte Planierraupe der Welt aufgenommen.
Die IDF nutzt diese Fahrzeuge auch zur gezielten Zerstörung ziviler Infrastruktur, beispielsweise im Krieg in Israel und Gaza seit 2023, aber auch in Dschenin. Die Menschenrechtsorganisation Amnesty International sieht in diesen Aktionen potentielle Kriegsverbrechen.

## Technische Daten
- Besatzung: 2 (Fahrer und Kommandant)
- Gewicht: rund 48 Tonnen
- Schubkraft: 62 bis 75 Tonnen (je nach Variante)
- Länge: 8100 mm
- Breite: 4500 mm
- Höhe: 4000 mm
- Primärwaffe: FN MAG, Kaliber 7,62 mm
- Motoren: Diesel CAT-C18 ACERT (D9T) 464 PS (346 kW) oder CAT-3408 HEUI (D9R) 474 PS (353 kW)
- Maximale Geschwindigkeit: 35 km/h
- Reichweite: 450 Kilometer
- Antrieb: Raupen mit Fahrantrieb Ritzel
- Getriebe: 3 Vorwärtsgänge und 1 Rückwärtsgang
- Fahrwerk: Kettenlaufwerk mit hydropneumatischer Federung